# Maylín del Toro
Maylín del Toro Carvajal (* 22. Oktober 1994 in Santiago de Cuba) ist eine kubanische Judoka. Sie war 2015 Dritte und 2019 Siegerin bei den Panamerikanischen Spielen.

## Sportliche Karriere
Maylín del Toro kämpft im Halbmittelgewicht, der Gewichtsklasse bis 63 Kilogramm. 2013 gewann sie eine Bronzemedaille bei den Juniorenweltmeisterschaften. 2015 siegte sie erstmals bei den kubanischen Meisterschaften und bei den Panamerikanischen Meisterschaften. Bei den Panamerikanischen Spielen 2015 unterlag sie im Viertelfinale der Kanadierin Stéfanie Tremblay, erkämpfte sich aber eine Bronzemedaille.
2018 gewann Maylín del Toro bei den Panamerikanischen Meisterschaften und erkämpfte eine Bronzemedaille bei den Zentralamerika- und Karibikspielen. Bei den Weltmeisterschaften 2018 in Baku unterlag sie im Viertelfinale der Deutschen Martyna Trajdos. Mit einem Sieg gegen die Australierin Katharina Haecker erreichte del Toro den Kampf um eine Bronzemedaille und verlor gegen die Slowenin Tina Trstenjak. 2019 verlor Maylín del Toro im Finale der Panamerikanischen Meisterschaften gegen die Kanadierin Catherine Beauchemin-Pinard. Dreieinhalb Monate später besiegte sie im Finale der Panamerikanischen Spiele die Venezolanerin Anriquelis Barrios.
Ende 2020 belegte Maylín del Toro den fünften Platz bei den Panamerikanischen Meisterschaften. Bei den Weltmeisterschaften 2021 in Budapest verlor sie im Viertelfinale gegen die Französin Clarisse Agbegnenou und belegte letztlich den siebten Platz. Anderthalb Monate später schied sie bei den Olympischen Spielen in Tokio im Achtelfinale gegen Anriquelis Barrios aus.
2023 gewann Maylín del Toro die Bronzemedaille bei den Panamerikanischen Meisterschaften. Bei den Panamerikanischen Spielen in Santiago gewann sie den Titel gegen die Kanadierin Isabelle Harris. Eine zweite Goldmedaille erkämpfte sie mit dem Mixed-Team. Im April 2024 gewann sie erneut die Bronzemedaille bei den Panamerikanischen Meisterschaften. Einen Monat später bei den Weltmeisterschaften in Abu Dhabi unterlag sie im Achtelfinale der Australierin Katharina Haecker. Bei den Olympischen Spielen 2024 in Paris schied Maylín del Toro in ihrem Auftaktkampf gegen die Japanerin Miku Takaichi aus.